# Charles Robert Cockerell

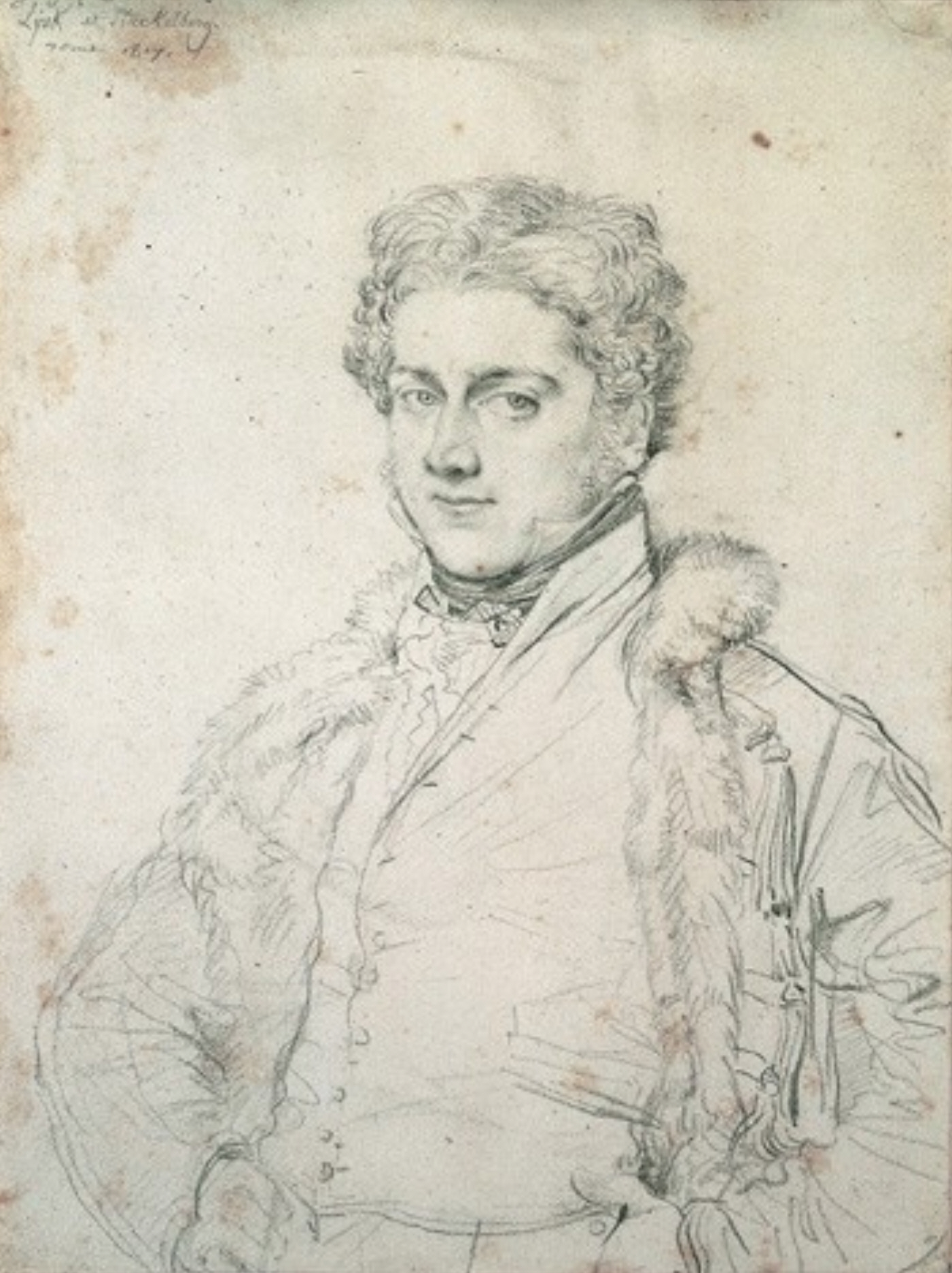
Charles Robert Cockerell

Charles Robert Cockerell (* 28. April 1788 in London; † 17. September 1863 ebenda) war ein britischer Architekt und Archäologe.
Als Schüler seines Vaters Samuel Pepys Cockerell (1754–1827) war er 1809 als Assistent Robert Smirkes am Wiederaufbau des Covent-Garden-Theaters beschäftigt und studierte von 1810 bis 1817 die antike Architektur in Italien, Griechenland und Kleinasien. Er beteiligte sich an der Erforschung des Aphaiatempels in Ägina und fand mit Carl Haller von Hallerstein und Jakob Linckh die später nach München verkauften Figuren der Giebelfelder. Auch nahm er an den Ausgrabungen bei Phigalia teil und ließ den Fries des Apollontempels bei Bassae nach London schaffen. Dieser ist im Britischen Museum zu sehen.
1817 eröffnete er, nach London zurückgekehrt, sein eigenes Atelier, das ziemlich erfolgreich war. In der Folge lieferte er unter anderem die Entwürfe für die Church of Holy Trinity in Bristoler Stadtteil Hotwells (1829), für die Gebäude der Bank von England in Plymouth (1835), Bristol (1844–1847), Manchester (1845) und Liverpool (1845–1848), das Ashmolean Museum in Oxford (1839–1845) und die Erweiterung des Fitzwilliam Museums in Cambridge (1848).
1841 wurde Cockerell als auswärtiges Mitglied in die Académie des Beaux-Arts aufgenommen. Er errang 1848 die Royal Gold Medal für Architektur und wurde 1860 Präsident des Royal Institute of British Architects. Seit 1852 war er assoziiertes Mitglied der Académie royale des Sciences, des Lettres et des Beaux-Arts de Belgique.

## Schriften
- Ueber die von den Herren Brøndstedt, Cockerell, v. Haller, Koes und v. Stackelberg neu aufgefundenen Basreliefs in dem Tempel des Apollo Epikurius zu Phigalia in Arkadien, aus dem Italienischen und Englischen zusammengestellt. Mit 5 Kupfertafeln. Weimar: Landes-Industrie-Comptoir, 1816.
- Le statue della favola di Niobe dell’Imp. e. R. Galleria di Firenze. Florenz: Moloni, 1818
- A description of the collection of ancient marbles in the British Museum. with engravings. London 1830. Digitalisat Arachne
- The temple of Jupiter Olympius at Agrigentum commonly called the temple of the Grants. London: Priestley & Weale, 1830. In: Antiquities of Athens and other places in Greece Sicily etc…: Supplementary to the antiquities of Athens by James Stuart and Nicholas Revett. London: 1830. Digitalisat HEIDI
  - Die Alterthümer von Athen; Bd. 3; Alterthümer von Athen und anderen Orten Griechenlands, Siciliens und Kleinasiens. Darmstadt 1833 Digitalisat Textband HEIDI, Digitalisat Tafelband HEIDI
- On the architectural Works of William of Wykeham. London: Longman [u. a.], 1846.
- Iconography of the West Front of Wells Cathedral with an appendix on the sculptures of other medieval churches in England. London 1851 Digitalisat Bayerische Staatsbibliothek
  - Die Ikonographie der Westfronte der Kathedrale in Wells. 1851
- The temples of Jupiter Panhellenius at Aegina and of Apollo Epicurius at Bassae near Phigaleia in Arcadia. to which is add a memoir of the systems of proportion employed in the original design of these structures. London 1860 Digitalisat HEIDI